# Schlegels wormslang
Schlegels wormslang (Afrotyphlops schlegelii) is een slang uit de familie wormslangen (Typhlopidae).

## Naam en indeling
De wetenschappelijke naam van de soort werd voor het eerst voorgesteld door Giovanni Giuseppe Bianconi in 1847. Oorspronkelijk werd de wetenschappelijke naam Typhylops schlegelii gebruikt. De slang werd eerder aan andere geslachten toegekend, zoals Typhlops, Rhinotyphlops, Onychocephalus en Megatyphlops.
De soortaanduiding schlegelii is een eerbetoon aan de bioloog Hermann Schlegel (1804 – 1884). De ondersoort Afrotyphlops schlegelii petersii is vernoemd naar de Duitse natuuronderzoeker Wilhelm Carl Hartwig Peters (1815 – 1883).

### Ondersoorten
De soort wordt verdeeld in twee ondersoorten die onderstaand zijn weergegeven, met de auteur en het verspreidingsgebied.
Het geslacht omvat de volgende soorten, met de auteur en het verspreidingsgebied.
| Naam                             | Auteur         | Verspreidingsgebied    |
| -------------------------------- | -------------- | ---------------------- |
| Afrotyphlops schlegelii petersii | Bocage, 1873   | ?                      |
| Afrotyphlops schlegelii          | Bianconi, 1847 | De rest van het areaal |

## Uiterlijke kenmerken
De huidkleur varieert van lichtgrijs tot bruin met vlekjes en strepen. Ze hebben gladde schubben en rudimentaire, met schubben bedekte ogen. De staart eindigt in een korte stekelpunt. De lichaamslengte bedraagt 60 tot 95 centimeter. Schlegels wormslang is hiermee een van de grootste wormslangen ter wereld.

## Levenswijze
Het voedsel van deze nachtactieve, gravende wormslang bestaat uit termieten en andere insecten. De vrouwtjes zetten eieren af, een legsel bestaat uit maximaal 60 eieren die worden afgezet in ondergrondse holletjes.

## Verspreiding en habitat
De soort komt voor in delen van Afrika bezuiden de Sahara en leeft in de landen Mozambique, Zuid-Afrika, Swaziland, Soedan, Somalië, Ethiopië, Malawi, Zambia, Angola, Congo-Kinshasa, Namibië, Botswana en Zimbabwe. De habitat bestaat uit droge savannen. De soort is aangetroffen van zeeniveau tot op een hoogte van ongeveer 1300 meter boven zeeniveau.

## Beschermingsstatus
Door de internationale natuurbeschermingsorganisatie IUCN is de beschermingsstatus 'veilig' toegewezen (Least Concern of LC).